# L'Homme pressé (film, 1977)
Pour les articles homonymes, voir L'Homme pressé.
Pour plus de détails, voir Fiche technique et Distribution.
L'Homme pressé est un film franco-italien réalisé par Édouard Molinaro, sorti en 1977.
Il s'agit de l'adaptation du roman du même nom de Paul Morand paru en 1941.

## Synopsis
Le collectionneur Pierre Nioxe vit à un rythme effréné : recherches et acquisitions d'œuvres d'art, achat de propriété, mariage, etc. Incapable de prendre le temps de vivre, il fait tout à toute vitesse. À la suite de l'achat frauduleux d'un mas, il tombe amoureux de la fille du propriétaire, Edwige de Bois-Rosé, qu'il épouse avec le même empressement qu'il entreprend ses affaires. De fâcheuses péripéties relatives à des masques africains, lui vaudront l'incarcération dans une république africaine. On apprend ensuite que Nioxe convoite depuis 20 ans l'acquisition d'un vase étrusque rarissime, datant du VIe siècle av. J.-C., qu'il déclare « être la passion de toute sa vie ».
Edwige tombe enceinte, Nioxe montrant la même impatience à attendre 9 mois, la maman n'aura comme ultime recours que de disparaître jusqu'à l'accouchement. 
Le vase étrusque devant être vendu aux enchères, poussera Nioxe, comme à son habitude, à toutes sortes de transactions hasardeuses, et un montage téléphonique audacieux entre complices dans la salle de vente et son secrétaire. Parvenu finalement à son acquisition, Nioxe meurt d'un arrêt cardiaque.

## Fiche technique
- Titre : L'Homme pressé
- Réalisation : Édouard Molinaro, assisté de Jean Couturier
- Scénario et dialogues : Christopher Frank et Maurice Rheims, d'après L'Homme pressé, roman de Paul Morand publié en 1941
- Photographie : Jean Charvein et Maurice Fellous
- Montage : Robert et Monique Isnardon
- Musique : Carlo Rustichelli
- Sociétés de production : Adel Productions, Irrigazione Cinematografica, Lira Films
- Sociétés de distribution : AMLF, Pacific Film  (Japon)
- Pays de production :  France,  Italie
- Genre : Film dramatique
- Durée : 91 minutes (1 h 31)
- Date de sortie : 
  - France : 10 août 1977

## Distribution
- Alain Delon : Pierre Nioxe
- Michel Duchaussoy : Placide Justin
- Mireille Darc : Edwige de Bois-Rosé
- Monica Guerritore (doublée par Marie-Hélène Breillat) : Marie de Bois-Rosé, soeur d'Edwige
- Marie Déa : madame de Bois-Rosé, mère d'Edwige
- Billy Kearns : Freeman
- André Falcon : Maurice
- Christian Barbier : le docteur
- Marco Perrin : le maire
- Muriel Catala : Katia
- Doura Mané : André Dubois, le faux prince africain
- Pierre Saintons : le ministre africain
- Daniel Kamwa : le directeur africain
- Lyne Chardonnet : l'hôtesse de l'air
- Felice Andreasi : le réceptionniste de l'hôtel Daniela
- Geoffrey Carey : le décorateur
- Pierre Lafont : le commissaire priseur
- Colette Duval : l'assistante du commissaire priseur
- Jacques Pisias : Dutertre
- Stefano Patrizi : Vivien
- Jean Rupert : Stieben
- Herbert E. Fiala : Mildenstein
- Philippe Brigaud : Michel, le ministre
- Philippe Castelli : Philippe, l'ami du ministre
- Dominique Zardi : Julien, réceptionniste du George V
- Henri Attal : l'employé de la salle des ventes
- Jacques Plée : le serveur du restaurant
- André Dumas : le directeur du restaurant
- Baaron
- Tola Koukoui
- Luc Ponette
- Souare Bhime
- Gilbert Servien
- Suzanne Carra
- Gill Game
- Jean-Pierre Elga : Sébastien
- Luc Delhumeau
- Patrick Gorevitch
- Gabriel el Sacksick

## Autour du film
- Au début des années 1970, Jean Yanne a eu le projet de cette adaptation et avait même rencontré Paul Morand qui n'avait guère apprécié l'acteur-réalisateur.[réf. nécessaire]